# Stefano Di Battista

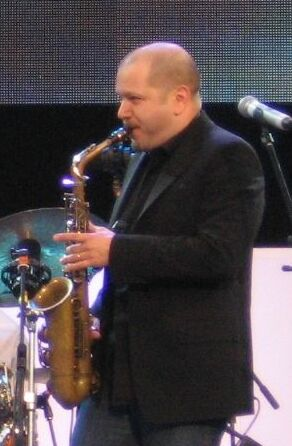
Stefano Di Battista (2008)

Stefano Di Battista (* 14. Februar 1969 in Rom) ist ein italienischer Jazz-Saxophonist (Alt und Sopransaxophon, Komposition).

## Biographie
Di Battista begann mit 13 Jahren Saxophon zu spielen. Durch die Musik von Art Pepper kam er zum Jazz, wo er durch Massimo Urbani und Jean-Pierre Como gefördert wurde. Auf eine Einladung von Como zog Di Battista nach Paris, wo er Kontakt zur französischen Jazz-Szene erhielt. Laurent Cugny holte ihn als Solisten ins Orchestre National de Jazz. Es folgte ein Engagement bei Michel Petrucciani.
1997 erschien Di Battistas Debütalbum als Bandleader Volare (mit Flavio Boltro (Trompete)), welches für den Victories de la Musique, Choc de l’Année Jazzman award nominiert wurde. Das nächste Album A Prima Vista erschien 1998 bei Blue Note Records. Nach gemeinsamen Aufnahmen zum Album Stefano Di Battista, u. a. mit dem Pianisten Jacky Terrasson, engagierte die Jazz-Legende Elvin Jones Di Battista im Jahr 2000 für eine Tournee mit seiner Band Jazz Machine. Für das an einen Soundtrack erinnernde vierte Album Round About Roma arbeitete Di Battista mit dem amerikanischen Arrangeur Vince Mendoza zusammen. Zu den Begleitern seiner letzten Projekte gehören Musiker wie Flavio Boltro, Kenny Barron, Rosario Bonaccorso, Fabrizio Bosso, Baptiste Trotignon und Eric Harland.

## Diskographische Hinweise
- 1993 – Ada Montellanico – The Encounter (Philology)
- 1995 – Aldo Romano – Prosodie (Polygram)
- 1996 – Enrico Rava – Noir (Label Bleu)
- 1997 – Aldo Romano – Intervista (Polygram)
- 1997 – Michel Petrucciani – Both Worlds (Dreyfus)
- 1997 – Volare (Label Bleu)
- 1998 – Rita Marcotulli – The Woman Next Door (Label Bleu)
- 1998 – A prima vista (Blue Note)
- 1999 – Flavio Boltro – Road Runner (Blue Note)
- 2000 – Sergio Coppotelli – The Best Live (Splasch)
- 2000 – Stefano Di Battista (Blue Note)
- 2002 – Round About Roma (Blue Note)
- 2005 – Parker’s Mood (Blue Note)
- 2007 – Trouble Shootin’ (Blue Note)
- 2011 – Woman’s Land (Discograph)
- 2014 – Giu’ La Testa with Sylvain Luc (Just Looking)
- 2015 – La Musica di Noi (Alice)
- 2016 – Italian Standards (Casa del Jazz)
- 2021 – Morricone Stories (Warner)[4]
- 2024 – La Dolce Vita (Warner)[5]